# 洞窟探検隊事件

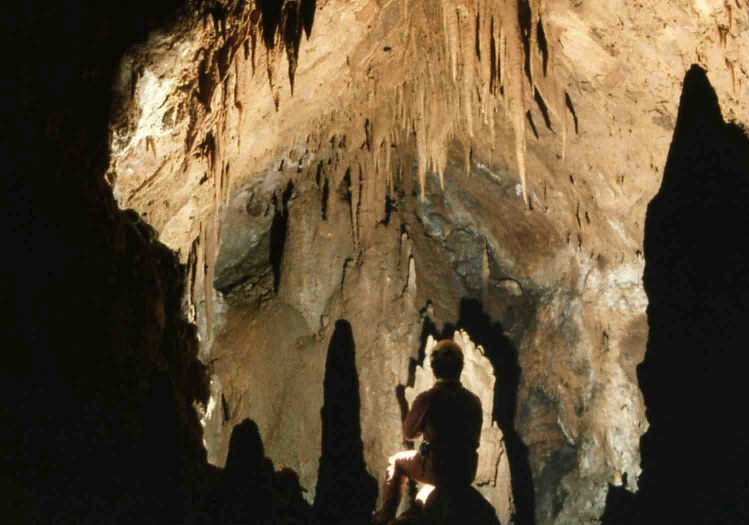
フラーの架空の事件である「洞窟探検隊事件」では、落盤事故によって閉じ込められた洞窟探検隊が登場する。本事件は、仲間を殺し食べることによって生き延びた探検家たちが、どのように法によって裁かれるかを主題としている。

洞窟探検隊事件（英語: The Case of the Speluncean Explorers）は、1949年にハーバード・ロー・レビューにおいて発表された法哲学者ロン・フラーによる論文である。本論文は架空の判決という形式をとっており、法哲学上の諸問題を読者に提示するとともに、それに対する5つの異なった回答を裁判官が判決文の中で提示するという形を取っている。

## 概要
5人の探検家たちは、地滑りにより洞窟に閉じ込められた。彼らは無線機を通じて外部と連絡を取ることに成功したが、食料がなくては救出されるまでに餓死してしまうということを知る。そこで彼らは、誰かを殺し、食べることによって、その他のものを生き延びさせることを決定する。誰が殺されるかは、サイコロ2つを振って決めることとなった。
4人の探検家が救出されたのち、彼らは5人目の仲間の死につき殺人の罪を問われ、下級審では有罪を宣告された。彼らは最高裁判所へ控訴したが、もし決定が覆らなければ、彼らは死刑に処されることとなる。制定法の文言は明確であいまいな点はないが、しかし一方で世論は死刑を回避することを強く望んでいた。
本論文は5つの考えられる判決を提示している。それぞれは理由づけと結論（生き残った者たちは有罪とされるべきか）が異なっている。2人の判事は権力分立と法解釈における文理解釈の重要性を強調し、有罪判決を認めた。一方で2人の判事は有罪判決を覆した。うち一人は良識(英語: common sense)や民意に重点を置き、もう一人は自然法論の立場をとり、目的論的解釈を強調した。そして5人目の判事は、結論に至ることができず、彼自身を忌避した。裁判所の結論は2対2となったため、原審の判決が維持されることとなり、探検隊のメンバーは死刑に処されることとなった。
フラーのこの論文は「法哲学の古典」、あるいは法哲学界の「[20]世紀の議論の縮図」と評されてきた。自然法論や法実証主義に代表される、異なった法哲学における思想の対比を描き出しているからである。論文発表後50年の間に、この事件について25ものの架空の判決が他の論者によって新たに書かれており、そのそれぞれが異なった思想を背景としている。